# Aimée (personaje de Corazón salvaje)
La condesa Aimeé de Altamira de Alcázar y Valle es un personaje de novela creado por Caridad Bravo Adams en el cual recae el rol de protagonista-antagónica de la historia,  ha sido interpretado por diversas actrices a lo largo de diversas adaptaciones como en telenovelas y película.

## El personaje
Hija del Conde de Altamira, Aimeé es una joven condesa atractiva, coqueta, perversa, apasionada, sabe cómo manejar a los hombres y utilizar el amor ciego de su marido.
Aimée vive en San Pedro, México y es muy respetada en la alta sociedad, sin embargo su familia está en la bancarrota. Sus únicas posesiones son: su mansión, su apellido, su belleza y la larga promesa del futuro matrimonio entre su hermana mayor, Mónica, y su primo el acaudalado Andrés Alcázar y Valle.
Un día en la playa, Aimée descubre y espía a un hombre que se está dando un baño en una casa de playa. Se trata de Juan del Diablo. Aunque Aimeé no lo conoce a él ni a su pasado, pronto tienen un romance y se enamoran. Un día Aimée se encuentra con su primo Andrés Alcázar y Valle y éste se enamora perdidamente de ella. Ella decide corresponderle por conveniencia, sin importarle que su hermana Mónica esté enamorada de Andrés.
Cumpliendo con su destino se casa con Andrés y las familias unen su prestigio y fortuna. A pesar de ya ser una mujer casada, Aimée anhela seguir siendo la amante de Juan, aunque éste la desprecia al enterarse de su boda con Andrés. Un día Andrés se entera de la relación que tuvieron Juan y su esposa en el pasado, repudia a Aimée y decide a toda costa vengarse de Juan. Para ese entonces Aimée ya está embarazada de Andrés, y él solo la mantiene en casa porque espera un hijo. Al sufrir Aimée un aborto, decide ocultarlo y luego salir a caballo para fingir una caída. El caballo se encabrita, Aimée cae sobre unas rocas. Gravemente herida, la llevan a su casa, donde muere.

## Actrices que la han interpretado
- 1956 Christiane Martel (México)
- 1966 Martita Martínez  (Puerto Rico)
- 1966 Jacqueline Andere (México)
- 1968 Teresa Velázquez  (México)
- 1977 Susana Dosamantes  (México)
- 1993 Ana Colchero  (México)
- 2009 Aracely Arámbula  (México)

### Apellidos
No en todas las novelas apellida De Altamira. A través de los años, el personaje apellida:
- 1956: Aimée Molnar de D'Autremont
- 1966: Aimée Molnar de D'Autremont
- 1966: Aimée Molnar de D'Autremont
- 1968: Aimée Molnar de D'Autremont
- 1977: Aimée Molnar de D'Autremont
- 1993: condesa Aimeé de Altamira de Alcázar y Valle
- 2009: Aimeé Montes de Oca Rivera de Vidal